# Romeo and Juliet (film 2013)
Romeo & Juliet è un film del 2013 diretto da Carlo Carlei, adattamento cinematografico dell'omonima tragedia di William Shakespeare.

## Trama
In pieno rinascimento, a Verona, due nobili famiglie, quella dei Montecchi e quella dei Capuleti, sono contrapposte da un odio profondo che va avanti da decenni e che il Principe Escalo, governatore della città, ormai fatica a tenere a bada. Un giorno, dopo l'ennesimo scontro per le vie della città a colpi di spade ed insulti, il principe minaccia ad entrambi i casati severe pene (anche capitali) qualora vengano sorpresi nuovamente a creare sommosse atte a disturbare la quiete pubblica. Lord Capuleti, intimorito dalla situazione, decide allora di dare una festa in maschera presso la sua casa, per simboleggiare l'amore che prova per la città. L'occasione gli è ghiotta anche per cercare di far avvicinare la figlia adolescente Giulietta al giovane Conte Paride, assieme al quale vorrebbe maritarla allo scopo di mantenere vivo il prestigio della famiglia.
Nel frattempo, nella casa rivale, il giovane Romeo soffre pene d'amore per la bella Rosalina, una cugina dei Capuleti, che non ricambia il suo affetto. Benvolio, suo cugino, percependo la sua sofferenza, gli consiglia allora di concentrare la sua attenzione su altre ragazze e, più tardi, incontrato un servitore dei Capuleti che li avvisa dell'imminente festa, decidono d'intrufolarsi assieme all'amico Mercuzio proprio per dare occasione a Romeo di conoscere qualche altra donna. Durante la festa, però, Romeo vede Giulietta, che lo folgora all'istante con la sua semplicità e bellezza. Dal canto suo, anche la giovane rimane stupita dalla bellezza del ragazzo e i due, dopo aver ballato assieme, riescono ad appartarsi per qualche istante, dove scambiano una breve conversazione e si baciano.
L'agguerrito cugino di Giulietta Tebaldo, la cui indole bellicosa più volte aveva dato inizio a liti con la casata rivale per le vie della città, nota che Romeo è fra i partecipanti della festa e, intento ad ucciderlo per lavare l'onta della sua presenza, viene a stento trattenuto dallo zio Lord Capuleti.
Quest'ultimo, viste le minacce del Principe, non vuole che vi siano spargimenti di sangue a casa sua. Più tardi, a festa conclusa, Romeo s'intrufola nel giardino dei Capuleti, dove incontra Giulietta affacciata al balcone. I due ragazzi si scambiamo un'eterna promessa d'amore e decidono di suggellare la loro unione con il matrimonio il giorno seguente. Romeo allora, giunta l'alba, si reca dall'amico e confessore Frate Lorenzo, al quale racconta i fatti della sera precedente, chiedendogli infine la sua disponibilità a sposarlo con Giulietta. Il religioso, dopo un momento d'esitazione, finisce per accettare, ritenendo l'amore fra i due giovani un'ottima occasione per cercare di riconciliare le due famiglie. Romeo allora, soddisfatto della cosa, dopo aver parlato con la balia personale di Giulietta, inviatale presso la sua abitazione proprio dalla ragazza, progetta il matrimonio per il pomeriggio stesso. Ottenuto perciò, con una scusa, il permesso di recarsi in chiesa, Giulietta corre da Frate Lorenzo, che sposa i due giovani. La loro felicità è comunque destinata a durare poco.
Qualche ora dopo il matrimonio, infatti, Tebaldo, al quale non è ancora passata la rabbia per aver sorpreso Romeo alla festa dei Capuleti, incontra Benvolio e Mercuzio per le strade della città. Chiedendo a loro dove si trovi il ragazzo, li prende a male parole, cosa che fa infuriare Mercuzio, che, sguainata la spada, inizia a battersi con il rivale. 
Tebaldo però, più forte e bellicoso, uccide Mercuzio proprio mentre Romeo sta arrivando sul posto. Avendo assistito alla morte dell'amico di sempre, Romeo, assetato di vendetta, inscena a sua volta un duello con Tebaldo ed alla fine lo uccide. 
Venuto a conoscenza dei fatti e non ritenendolo completamente colpevole della morte di Tebaldo, il principe decide di esiliare Romeo a Mantova. Il ragazzo allora, addolorato dalla sentenza, corre da frate Lorenzo e mentre il religioso lo sta consolando, arriva la balia di Giulietta, che dice al giovane che la moglie lo vuole vedere per passare con lui un'ultima notte d'amore prima della partenza per Mantova.
Nel frattempo, Lord Capuleti riceve presso la sua dimora il Conte Paride, assieme al quale fissa la data del matrimonio con la figlia, nonostante il recente lutto per la morte del nipote Tebaldo. Quella stessa sera, Romeo s'intrufola nella stanza di Giulietta. I due giovani amanti passano un'intensa notte di passione ed il mattino dopo si danno uno straziante addio. Più tardi, venuta a sapere delle intenzioni del padre, Giulietta si ribella alla decisione del genitore, provocando l'ira di quest'ultimo, che minaccia di ripudiarla come figlia qualora lei non obbedisse al suo volere. 
La ragazza allora, disperata, si reca da frate Lorenzo, al quale confessa piani suicidi pur di non tradire la promessa fatta all'amato. Per impedire ciò, il frate le suggerisce invece d'ingerire un liquido che le provochi uno stato di morte apparente, proprio nel giorno fissato per le nozze con il Conte Paride. Le confessa poi che ha in mente un piano e cioè quello di mandare un messaggio a Romeo che lo avvisi della situazione, in modo da farglielo trovare nella tomba di famiglia dei Capuleti al suo risveglio, per poi fuggire a Mantova con lui. Giulietta, felice della proposta, torna a casa, chiede perdono al padre e la sera, ritiratasi a letto, ingerisce il liquido datole dal frate.
Il giorno successivo, la balia la trova distesa a letto inanime. Il clima di festa si trasforma perciò subito in lutto e la carovana che era venuta per accompagnare Giulietta in chiesa da sposa, la trasporta invece nella cappella di famiglia. 
Durante il tragitto, Benvolio assiste alla scena e, preso un cavallo, corre a Mantova per avvertire il cugino. Romeo, straziato dal dolore, si reca da uno speziale, dove acquista un potente veleno, poi parte alla volta di Verona per uccidersi sulla tomba dell'amata. Nel frattempo, il messaggero al quale Frate Lorenzo aveva affidato il compito di avvertire il giovane del suo piano, viene trattenuto da una famiglia di contadini che gli chiede aiuto per il figlio malato, così, quand'egli arriva a Mantova a sera inoltrata, gli viene detto che Romeo è già partito da diverse ore. 
Giunto a Verona, Romeo si reca nella cappella di famiglia dei Capuleti. Sulla soglia, incontra il Conte Paride, che era andato a fare visita a Giulietta. Appena lo vede, il conte gli lancia una sfida per battersi con lui. Romeo sulle prime rifiuta poi, provocato e fuori di sé dal dolore, sguaina la spada e lo uccide.
Entra poi nella cappella, dove la bellezza di Giulietta lo colpisce nuovamente. Dopo averla abbracciata e baciata per l'ultima volta, ingerisce il veleno, ma proprio in quel momento la ragazza si risveglia, assistendo alla morte dell'amato sposo. Addolorata e sconvolta, si uccide anch'essa, pugnalandosi al petto con il pugnale di Romeo. Scoperta la situazione e venuti a conoscenza della loro sofferta storia d'amore, le due famiglie pongono definitivamente fine alla loro rivalità e decidono di erigere due statue in memoria dei due sfortunati ed innamorati giovani.

## Produzione
Le riprese del film iniziarono a metà gennaio 2012 in Italia a Mantova, dove furono eseguite in Palazzo Ducale, Palazzo Te, Duomo e Rotonda di San Lorenzo. Altre riprese furono effettuate nelle località di Vulci Ponte della Pietra,Tarquinia, Subiaco, Duino e Caprarola nel Lazio, a Montagnana e Verona, oltre che a Cinecittà.

## Distribuzione
Il film è stato distribuito nelle sale britanniche e statunitensi l'11 ottobre 2013, mentre nelle sale italiane è uscito il 12 febbraio 2015.

## Curiosità
Il tema musicale di Abel Korzeniovski, che si sente durante la celebre scena del balcone, è utilizzato nel reality show Il Grande Fratello per i momenti del freeze.